# Хортиця (телекомпанія)
Телевізійна компанія «Хортиця» — перша недержавна телевізійна станція в Запорізькій області. Працювала в ефірі з листопада 1991 року, канал мав інформаційно-розважальний напрям.
У сітці мовлення телекомпанії понад 40 різноманітних програм — від лялькових вистав для маленьких дітей до щотижневого інформаційно-аналітичного огляду.
Телекомпанія «Хортиця» виробляла понад п'ятнадцять авторських програм.
Бувши учасником телемережі «СТБ», телекомпанія «Хортиця» також транслювала найрейтинговіші програми, створені міжнародним Медіа Центром — «Імпреза», «КІН», «Персона», і щоденні випуски новин «Вікна». Анонси найцікавіших передач регулярно публікуються в газетах м. Запоріжжя.
Потенційна аудиторія — 1,2 млн глядачів (Запоріжжя та окремі райони Запорізької та Дніпропетровської областей).

## Програми

### Будні
Інформаційно-публістична програма, яка освітлює події й тенденції в політичному, економічному та культурному житті міста. Хронометраж — 40 хвилин. Формат — S-VHS. Мова — російська. Періодичність — щотижня.

### Щотижневе ток-шоу «Візаві»
Розмови з незвичайними людьми, які живуть у Запоріжжі, на теми, які хвилюють суспільство. Хронометраж — 30 хвилин. Формат — S-VHS. Мова — російська. Ведучий — Євген Сокульський. 

### Події дня
Інформаційна програма, яка розповідає про найважливіші події дня, що минув у Запоріжжі. Хронометраж — 5 хвилин. Формат — S-VHS. Мова — російська. Періодичність — 4 рази на тиждень.

### Інформаційно-музична програма «Джаз-біржа»
Концерти джазової музики, інтерв'ю з провідними українськими та закордонними музикантами, репортажі з джазових фесталів. Хронометраж — 30 хвилин. Формат — S-VHS. Мова — російська. Періодичність — раз на 2 тижні. 

### «Сторінки»
«Запоріжжя, яке ми не знаємо» — такий основний лейтмотив циклу, присвяченого маловідомим сторінкам історії Запоріжжя. Хронометраж — 15 хвилин. Формат — S-VHS. Мова — російська. Періодичність — раз на місяць. 

### Звичайна жінка
Телевізійний журнал для жінок та про жінок. Різноманітна інформація, інтерв'ю, репортажі та замальовки. Хронометраж — 30 хвилин. Формат — S-VHS. Мова — російська. Періодичність — двічі на місяць.

### Дитяча програма «Теремок»
Програма розрахована на молодших та середніх школярів, поєднує репортажні та постановні сюжети із життя дітвори. Хронометраж — 30 хвилин. Формат — S-VHS. Мова — російська. Періодичність — двічі на місяць.

### Дитяча програма «1000 і одна казка»
Програма для дошкільнят та молодших школярів. Постановні, ігрові сюжети й мультфільм. Ведучі — лялька та школярка. Хронометраж — 90 хвилин. Формат — S-VHS. Мова — російська. Періодичність — щотижня.

### «Хіт-пілот»
Інформаційно-музична програма розрахована на молодіжну аудиторію, яка цікавиться популярною музикою. Хронометраж — 30 хвилин. Формат — S-VHS. Мова — російська. Періодичність — щотижня.

### «Візитна картка»
Комерційна інформаційна програма, яка розповідає про підприємства та послуги, які ними надаються. Хронометраж — 15 хвилин. Формат — S-VHS. Мова — російська. Періодичність — двічі на місяць.

## Закриття каналу
Взимку 2001 року почалась історія закриття каналу Хортиця. 7 лютого не вийшли в ефір всі заплановані передачі запорізької телекомпанії «Хортиця». Їхнє місце на екрані зайняла траурна заставка — «Влада дала команду мовчати». Час від часу цей напис змінювали спецвипуски новин з повідомленнями про те, що Національна рада з питань телебачення та радіомовлення нібито ухвалила рішення про тимчасове зупинення мовлення «Хортиці» до оголошення результатів конкурсу на 28 канал. У самій компанії казали, що ефіру їх позбавили за розпорядженням міської влади, в опозиції до якої була «Хортиця». У Національній раді з питань телебачення та радіомовлення повідомили, що такого рішення не було.
Більшість керівників каналу пішла на ЗНДТРК.